# Georges Bacaouni

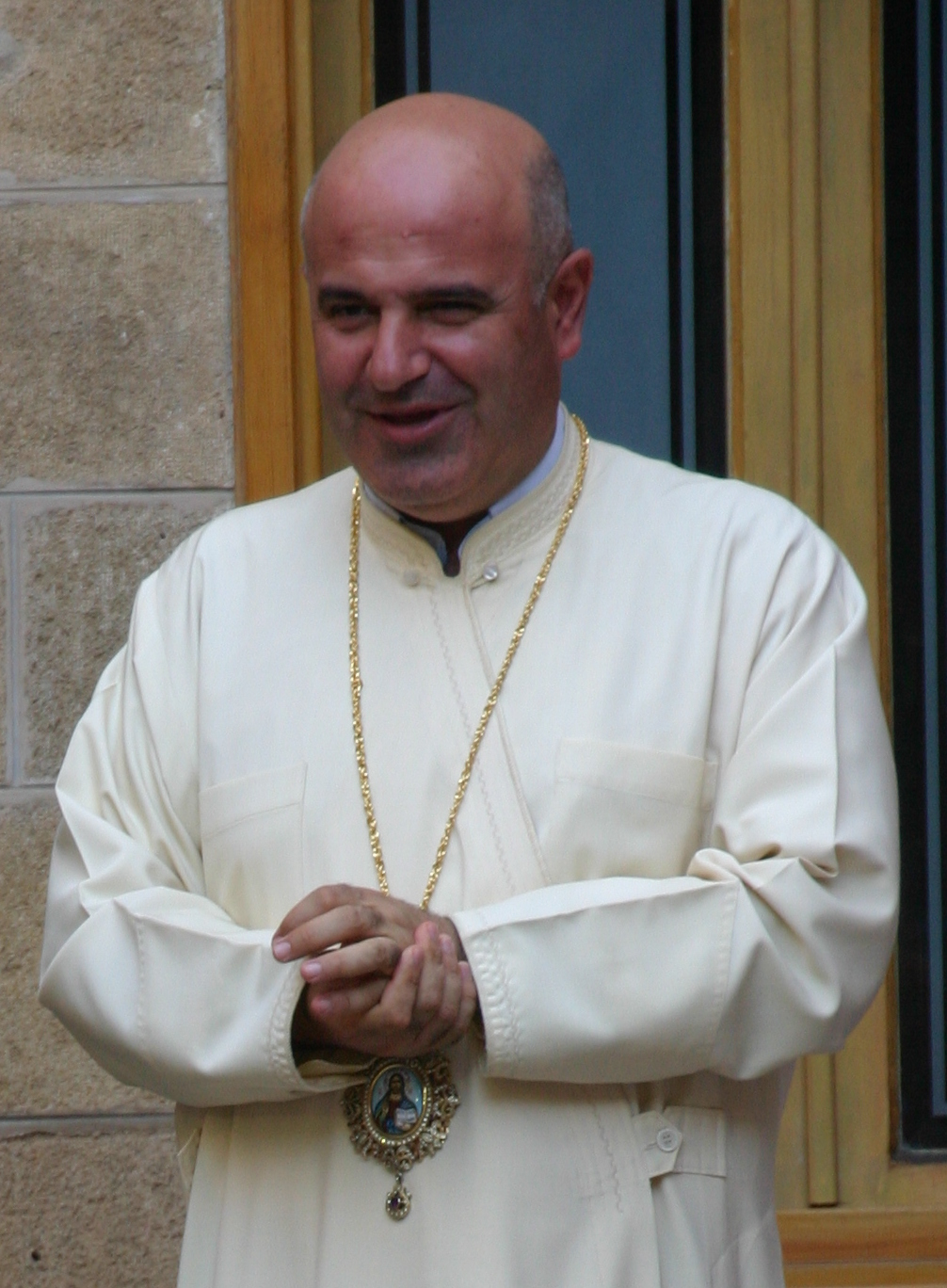
Georges Baccouni (2012)

Georges Bacaouni, auch Georges Bakhouni oder Bacouni (arabisch جُورْج بَقَعُونِي, DMG Ǧūrǧ Baqaʿūnī; * 16. Mai 1962 in Ain el-Roummaneh im Libanon), ist Erzbischof der Melkitischen Griechisch-Katholischen Kirche von Beirut und Jbeil.

## Kirchliche Vita
Georges Bacaouni wurde am 30. Juli 1995 von Erzbischof Habib Bacha SMSP von Beirut und Jbeil zum Diözesanpriester geweiht. Am 22. Juni 2005 wurde er zum Nachfolger von Jean Assaad Haddad als Erzbischof von Tyros im Libanon ernannt und am 27. November 2005 durch den Patriarchen von Antiochien, Gregor III. Laham BS, und den Mitkonsekratoren Erzbischof Jean Assaad Haddad (seinem Vorgänger) und Erzbischof Joseph Kallas SMSP von Beirut und Jbeil zum Bischof geweiht.
Am 21. Juni 2014 ernannte ihn Patriarch Gregor III. Laham in Übereinstimmung mit der Melkitischen Synode zum Erzbischof von Akka. Die Amtseinführung fand am 5. August desselben Jahres statt. Am 9. November ernannte ihn Patriarch Joseph I. Absi in Übereinstimmung mit der Synode zum Erzbischof und Metropoliten von Beirut und Jbeil.

## Zum Priestermangel und Zölibat
In einem Interview zur Frage des Priestermangels und dem Zölibat äußerte Bacaouni seine Verwunderung über die römisch-katholische Kirche, die aus den Erfahrungen der Ostkirchen mit verheirateten Priestern keine Lehren gezogen hätte. Seine Kernaussage lautete: „Das Christentum überlebt im Nahen Osten wegen der verheiratete Priester“. Zur Lage in seiner Diözese sagte er, dass in seinen 10 Pfarreien 12 Priester tätig sind, von denen sind acht Priester verheiratet und vier Priester lebten unverheiratet. Seine Schlussfolgerung sei, dass der Zölibat für Priester im lateinischen Ritus jeher als Kirchenzucht und nicht theologisch oder spirituell definiert worden sei. Schließlich sei für ihn das vorbildliche Leben der verheirateten oder im Zölibat lebenden Priester in ihren Gemeinden, das Wissen um Theologie, die Verkündigung des Evangeliums und das feiern der Sakramente am wichtigsten.

## Zur Situation der Christen im Libanon
In einem Gespräch mit „Asianews“ sagte der Erzbischof von Tyros, dass die Christen im eigenen Land zur Minderheit geworden seien. Seit 1970, so stellte er fest, sei der Anteil der Christen in der libanesischen Bevölkerung ständig weniger geworden. Dieses habe zur Folge, dass der Druck der Moslems zu einer ständigen Auswanderung unter Christen führe. „Sie (die Christen) fühlen eine immer stärkere Entfremdung zu ihrem eigenen Land“, so Erzbischof Bacaouni. Er forderte deshalb von der Kirche „durch ein glaubwürdiges Leben nach den Evangelien und der Verkündigung des Wortes Gottes, die Christen zu ermutigen“.

## Zum Nahen Osten
Als Delegierter auf der Sonderversammlung der Bischofssynode zum Nahen Osten im Oktober 2010, gab er zum Abschlussbulletin eine Stellungnahme ab. Er unterstrich, dass die Probleme der Christen in Jordanien keine neue Situation beschreibe. Aber, so betont er, es muss gelingen die jungen Menschen in ihren Heimatländern zu halten. Und um dieses zu erreichen, müssen der Klerus und das Episkopat massive Anstrengungen unternehmen.